# دنی فاستر (بازیکن فوتبال)
دنی فاستر (انگلیسی: Danny Foster؛ زادهٔ ۲۳ سپتامبر ۱۹۸۴) بازیکن فوتبال اهل بریتانیا است.
از باشگاه‌هایی که در آن بازی کرده‌است می‌توان به باشگاه فوتبال تاتنهام هاتسپر، باشگاه فوتبال داگنم و ردبریج، باشگاه فوتبال برنتفورد، و باشگاه فوتبال وایکام واندررز اشاره کرد.
وی همچنین در تیم‌های ملی فوتبال تیم ملی فوتبال زیر 16 سال انگلیس، زیر ۱۸ سال انگلستان، و تیم ملی سی فوتبال انگلستان بازی کرده‌است.